# Tumor

A. De normale proliferatie van een cel die voortkomt uit een stamcel. B. De dochtercellen differentiëren niet waardoor er een tumor ontstaat. C. De stamcel maakt geen dochtercellen maar vermenigvuldigt zich waardoor er een tumor ontstaat.

Tumor is het Latijnse woord voor zwelling (ruimte-innemend proces). 'Tumor' wordt door leken vaak gebruikt als synoniem voor kankergezwel, maar de medische term 'neoplasme' ('nieuw-vorming') is daarvoor correcter. Een tumor kan zowel goedaardig als kwaadaardig zijn; alleen in het laatste geval is sprake van een cancereuze aandoening.
Zwelling op of in het lichaam kan dan ook verschillende oorzaken hebben: toename van vocht (oedeem), ongecontroleerde (lichaamsvijandige) toename van het aantal cellen, of een combinatie van beide.  
Een buil op het hoofd na een val bestaat voornamelijk uit oedeem, misschien gecombineerd met rode bloedcellen door een bloeduitstorting. Bij een ontsteking zoals een steenpuist is er sprake van oedeem, ontstekingscellen en pus. Bij een atheroomcyste is er een holte gevuld met een talgachtig materiaal. Ook een huidwrat is een (goedaardige) tumor. 